# IC 120
IC 120 је лентикуларна галаксија у сазвјежђу Кит која се налази на листи објеката дубоког неба у Индекс каталогу.
Деклинација објекта је - 1° 54' 54" а ректасцензија 1h 28m 12,8s. Привидна величина (магнитуда) објекта IC 120 износи 14,3 а фотографска магнитуда 15,3. IC 120 је још познат и под ознакама CGCG 385-152, DRCG 7-3, PGC 5484.